# Les Loges-sur-Brécey
Les Loges-sur-Brécey – miejscowość i gmina we Francji, w regionie Normandia, w departamencie Manche.
Według danych na rok 1990 gminę zamieszkiwały 133 osoby, a gęstość zaludnienia wynosiła 25 osób/km² (wśród 1815 gmin Dolnej Normandii Les Loges-sur-Brécey plasuje się na 753. miejscu pod względem liczby ludności, natomiast pod względem powierzchni na miejscu 857.).